# Sclerotium delphinii

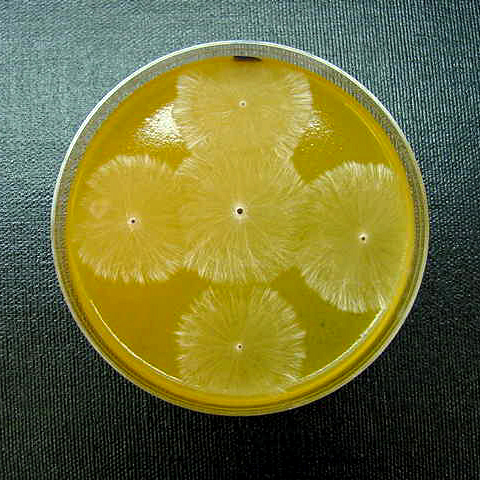
Sclerotium delphinii auf Nährmedium in einer Petrischale

Sclerotium delphinii ist eine kosmopolitische Art der Champignonartigen (Agaricales). Die Art ist ein bedeutender Pflanzenschädling.

## Merkmale
Aus dem nicht flockigem, seilartigem Mycel wachsen zwei bis fünf Millimeter lange und zwischen 0,5 und drei Millimeter dicke weiße Fruchtstiele aus dem Substrat aus. Diese Stiele bestehen aus parallel verlaufenden Mycelfäden und verdicken sich oben kugelförmig. Dann wächst die Kugel stärker in die Seiten als vertikal und formt das Sklerotium. Anfangs noch ohne regelmäßige Oberfläche, bildet sich eine etwa 30 Mikrometer dicke glatte Oberfläche aus unregelmäßigen Zellen aus, die sehr dicht stehen. Überschreitet das Sklerotium 1,5 Millimeter Durchmesser, entstehen leicht anders gefärbte Stellen, von etwa 540 Mikrometer Durchmesser, die Flüssigkeit sezernieren. Die Farbe verdunkelt sich über hell gelbbraun, dann gelbbraun, nach heufarben.
Die Größe des Sklerotiums variiert erheblich und beträgt im Mittel 2,18 Millimeter, maximal 5,18 Millimeter. Selten verwachsen zwei Sklerotien miteinander und erreichen dann eine Länge von fast einem Zentimeter. Die Sklerotien sind halbkugelig und oben abgeflacht. Sie sind hohl, so dass sie auf dem Kopf liegend einer Schale ähneln mit einer nabelartigen Narbe (Hilum) in der Mitte, der Stielansatzstelle. Häufig fügen sich viele Sklerotien zu einer unregelmäßigen, durchgehenden Kruste zusammen.
Bei der Keimung wächst häufig ein ganzes Büschel neuer Pilze direkt aus dem Muttersklerotium aus. Gelegentlich wird gar kein neues Mycel gebildet, sondern direkt ein neues Sklerotium.

## Ökologie
Sclerotium delphinii befällt die Wurzeln der Wirtspflanzen. Der Pilz breitet sich kreisförmig im Boden aus und führt dann zu großen Kreisen abgestorbener Wirtspflanzen. In der Auswahl der Wirtspflanzen scheint Sclerotium delphinii nicht sehr spezifisch zu sein und befällt eine Vielzahl von Gattungen und Arten.